# Ionuț Panțîru
Ionuț Constantin Panțîru (sinh ngày 22 tháng 3 năm 1996) là một cầu thủ bóng đá người România thi đấu cho câu lạc bộ Liga I CSM Politehnica Iași ở vị trí hậu vệ trái hoặc tiền vệ chạy cánh trái.

## Sự nghiệp câu lạc bộ

### Politehnica Iași
Vào tháng 1 năm 2017, Panțîru được bán bởi Știința Miroslava cho câu lạc bộ Liga I Politehnica Iași. Sau đó anh ký bản hợp đồng 5 năm với đội bóng mới.
Ngày 17 tháng 11 năm 2017, Panțîru ghi bàn thắng đầu tiên cho Politehnica, trong trận đấu tại Liga I trước gã khổng lồ Steaua București, và giúp đội bóng có chiến thắng 1-0.

## Danh hiệu

### Știința Miroslava
- Liga III: 2016–17